# Frumușani
Frumuşani é uma comuna romena localizada no distrito de Călăraşi, na região de Muntênia. A comuna possui uma área de 72.92 km² e sua população era de 4522 habitantes segundo o censo de 2007.